# Docteur Gang
Le Docteur Gang (Doctor Claw en anglais) est un personnage de la série d'animation Inspecteur Gadget. Il est considéré comme l'antagoniste principal de la série, en tant que chef de MAD, une organisation criminelle.

## Apparences
Le visage du docteur Gang n’apparaît jamais dans le dessin animé : il est toujours assis sur une chaise ou dans un véhicule et seuls ses bras noirs avec des gants en métal dotés de bracelets dorés avec des épines (et une bague à l'effigie de MAD sur la main droite) sont visibles pour le téléspectateur. Seuls les agents MAD ont déjà vu son visage. Dans le remake diffusé sur France 3, son corps est visible à l'exception du visage. Tout comme pour la figurine, seule une de ses mains est recouverte d'un gant métallique.
On connait d'autres membres de sa famille :
- les parents de Gang (eux aussi gangsters) : ils se sont rencontrés le même jour où les parents de Gadget se sont rencontrés. Son père Gaston Gang (de grande taille et qui sent mauvais) porte un gant en fer et on ne voit jamais son visage, tout comme son fils ensuite. Maryline, dite Ma, est sa mère (taille normale, rouquine et dont on voit le visage) ; la forme de ses boucles d'oreilles semble avoir inspiré plus tard le logo de MAD[1]. On s'aperçoit ultérieurement qu'on ne voit plus le visage de Ma et qu'elle porte également un gant en fer[2] ;
- Docteur Dingue : son frère, qui est congelé d'après sa mère[2] ;
- le fils du Docteur Dingue (neveu de Gang) : Édouard Dingue dit Doudou, le seul membre honnête de la famille du Docteur Gang. En effet, sa grand-mère le protège et ne veut pas que Doudou soit également un gangster. D'ailleurs, Doudou n'est pas au courant des activités criminelles de sa famille car il croit que son oncle est botaniste[2] ;
- Tristan : un autre neveu de Gang qui travaille pour son oncle[3]. Il est amoureux de Sophie.

## Rôles
Le docteur Gang est le chef de MAD. Grâce à son écran, il observe les enquêtes de l'Inspecteur Gadget. Ses plans échouent toujours à cause de Sophie, la nièce de Gadget, aidée par son chien Fino. Il observe aussi la progression des agents MAD dans leurs missions et communique avec eux. Il possède beaucoup de véhicules : sous-marins, vaisseaux, voitures… Il est souvent accompagné de son chat Madchat.
Dans le film, il cambriole le laboratoire où John Brown (le futur Inspecteur Gadget) est vigile pour s'approprier les éléments d'un cyber-policier. John parvient à l'arrêter. Mais un accident entraîne la perte de la main droite de Gang qui, après se l'être fait remplacer, décide de se nommer « Docteur Mad ». Il cherche désormais à se venger de Gadget en créant une méchante copie de lui pour commettre différents méfaits dont Gadget sera tenu pour responsable. Mais l'inspecteur, aidé de Sophie et de la scientifique Brenda Bradford (dont il est amoureux), déjoue son plan machiavélique. Gang est arrêté et promet de se venger.

## Voix

### Voix anglaises
Dans la série originale, la voix anglaise du docteur Gang est celle de Frank Welker, qui interprète également plusieurs autres rôles (Madchat, Finot…). Dans Gadget et les Gadgetinis, elle est assurée par Brian Drummond. Enfin dans la nouvelle série, le rôle est repris par Martin Roach.

### Voix françaises
La voix française du docteur Gang lors de la saison 1 est assurée par Victor Désy puis par Georges Atlas dans la saison 2. Dans Gadget et les Gadgetinis, elle est assurée par Benoît Allemane. Dans la nouvelle série, il est doublé par Patrick Chouinard.